# Павлівка (Казанківська селищна громада)
Павлі́вка — село в Україні, у Казанківській селищній громаді Баштанського району Миколаївської області. Населення становить 44 особи.